# Catalunya Cup ve fotbale amputovaných 2016
Catalunya Cup ve fotbale amputovaných 2016 byl mezinárodní turnaj ve fotbale amputovaných. Konal se ve španělské Les Preses 23. až 24. dubna 2016. Ve finále turnaje porazilo Španělsko Polsko. Třetí místo obsadila Francie.
Nejlepším střelcem turnaje se stal Jakub Kożuch z Polska.

## Zápasy
| 23. dubna 2016 |     |         |  |
| Španělsko      | 5:2 | Francie |  |
|                |     |         |  |

| 23. dubna 2016                                                    |     |         |  |
| Polsko                                                            | 9:0 | Francie |  |
| Jakub Kożuch Bartosz Łastowski David Dobkowski Przemysław Świercz |     |         |  |

| 23. dubna 2016 |     |                   |  |
| Španělsko      | 0:1 | Polsko            |  |
|                |     | Bartosz Łastowski |  |

### Tabulka
| Tým       | B | Z | V | R | P | VG | OG | +/- |
| --------- | - | - | - | - | - | -- | -- | --- |
| Polsko    | 6 | 2 | 2 | 0 | 0 | 10 | 0  | +10 |
| Španělsko | 3 | 2 | 1 | 0 | 1 | 5  | 3  | +2  |
| Francie   | 0 | 2 | 0 | 0 | 2 | 2  | 14 | -12 |

## Finále
| 23. dubna 2016 |           |                 |  |
| Španělsko      | 3:1 (2:1) | Polsko          |  |
|                |           | Adrian Stanecki |  |